# Dni Owada
Dni Owada, właściwie Ogólnopolskie Dni Owada – doroczna impreza, która od 2000 roku organizowana jest na Wydziale Biotechnologii i Ogrodnictwa Uniwersytetu Rolniczego w Krakowie w majowy lub czerwcowy weekend. Jej pomysłodawcą i koordynatorem jest prof. dr hab. Kazimierz Wiech, a organizatorem imprezy od roku 2007 jest mgr inż. Patrycjusz Nowik, będący doktorantem w Katedrze Ochrony Roślin.
Pierwowzorem Dni Owada był doroczny festiwal Bug’s bowl w Lafayette w USA, który cieszy się tam dużą popularnością. W 1998 roku, w czasie pobytu na Uniwersytecie Purdue, prof. Wiech nawiązał kontakt z prof. Tomem Turpinem, organizatorem tamtejszej imprezy. Wkrótce przeniósł ideę popularyzacji entomologii do Krakowa.
Impreza jest jedyną tego rodzaju w Polsce, ma charakter głównie edukacyjny. W jej ramach odbywa się wiele wykładów i prelekcji o tematyce entomologicznej, wystaw poświęconych owadom krajowym i egzotycznym oraz „gościnnie” pajęczakom. Prezentowane są również wystawy fotografii przyrodniczej i makrofotografii autorstwa studentów lub zaproszonych gości oraz filmy o tematyce entomologicznej. Organizatorzy chcą w ten sposób przełamać entomofobię, która dotyka ok. 20% społeczeństwa.
Dni Owada to przedsięwzięcie skupiające ok. 50–100 studentów z Uniwersytetu Rolniczego, głównie z Wydziału Ogrodniczego, pracowników uczelni z Katedr związanych z entomologią oraz firmy zajmujące się terrarystyką. Studenci zaangażowani w organizację przygotowują prelekcje, wystawy, prezentacje i postery dotyczące owadów krajowych i egzotycznych, zbierają w terenie owady oraz organizują zabawy i konkursy dla dzieci, takie jak zawody w owadziej lekkoatletyce (bieganie, skakanie, test wytrzymałości), owadzie tatuaże, wróżkę, czy owadzie origami. Zajęcia przewidziane są również dla osób niepełnosprawnych (np. twórczość w glinie). Wielką atrakcją jest możliwość wzięcia do ręki niektórych owadów.
Co roku zwiększa się liczba osób biorących udział w imprezie, w 2007 roku było to ponad 6 tysięcy odwiedzających.
Tradycyjnie w sobotę wieczorem odbywa się Bal Owada, na którym obowiązuje strój z akcentem entomologicznym. Bal poprzedzony jest występem kabaretu uczelnianego Od czasu do czasu prezentującego program entomologiczny.

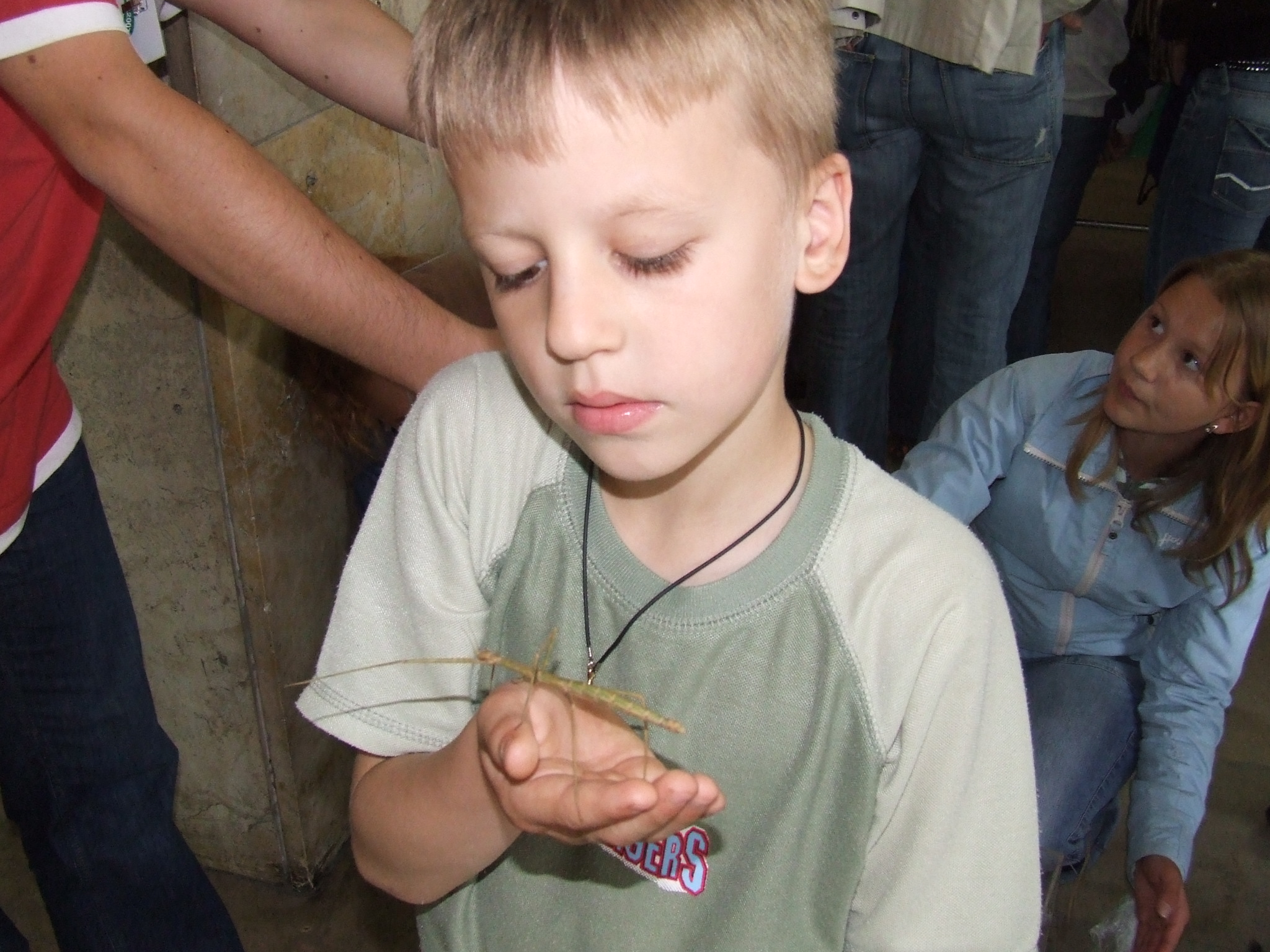
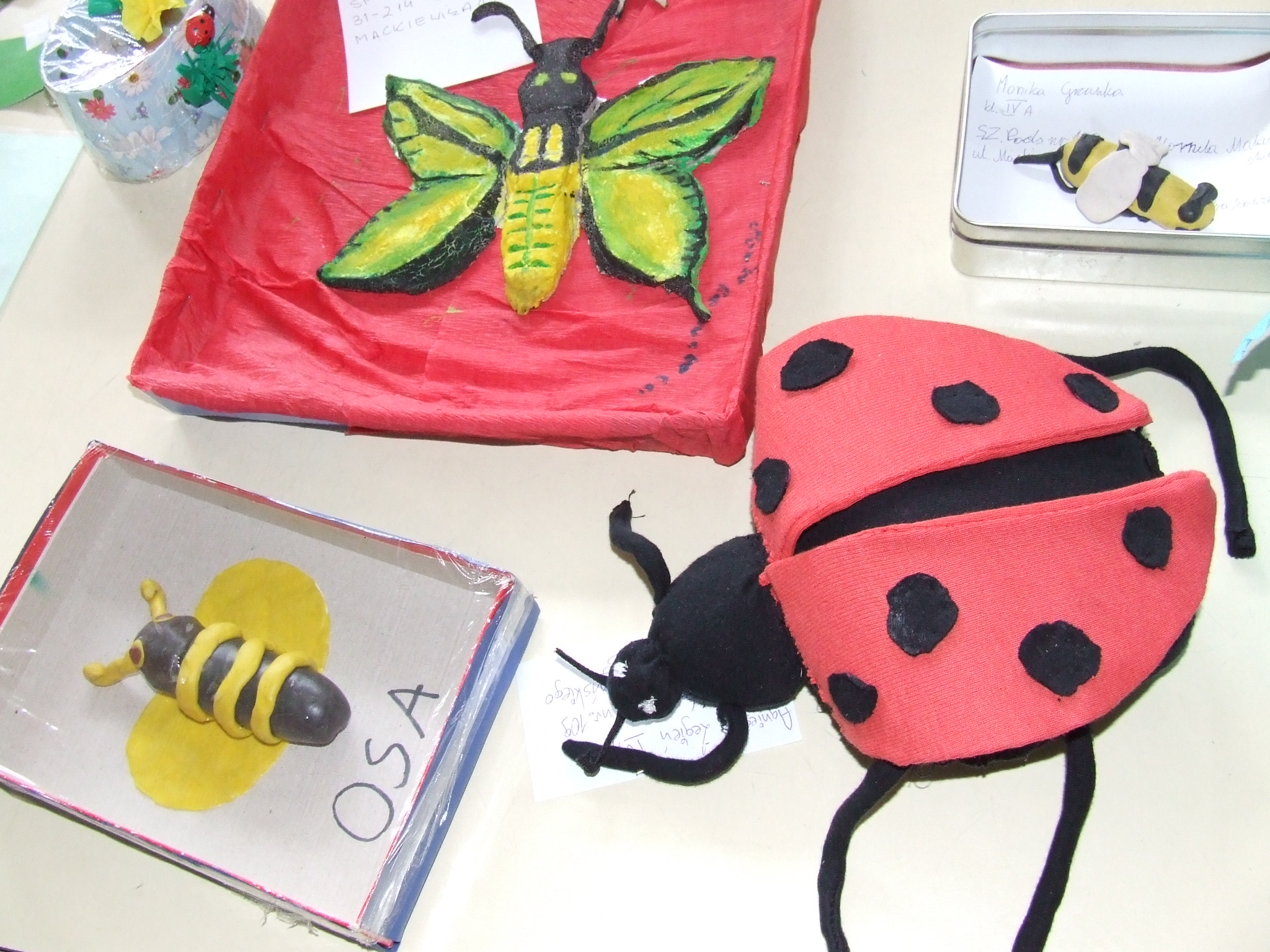
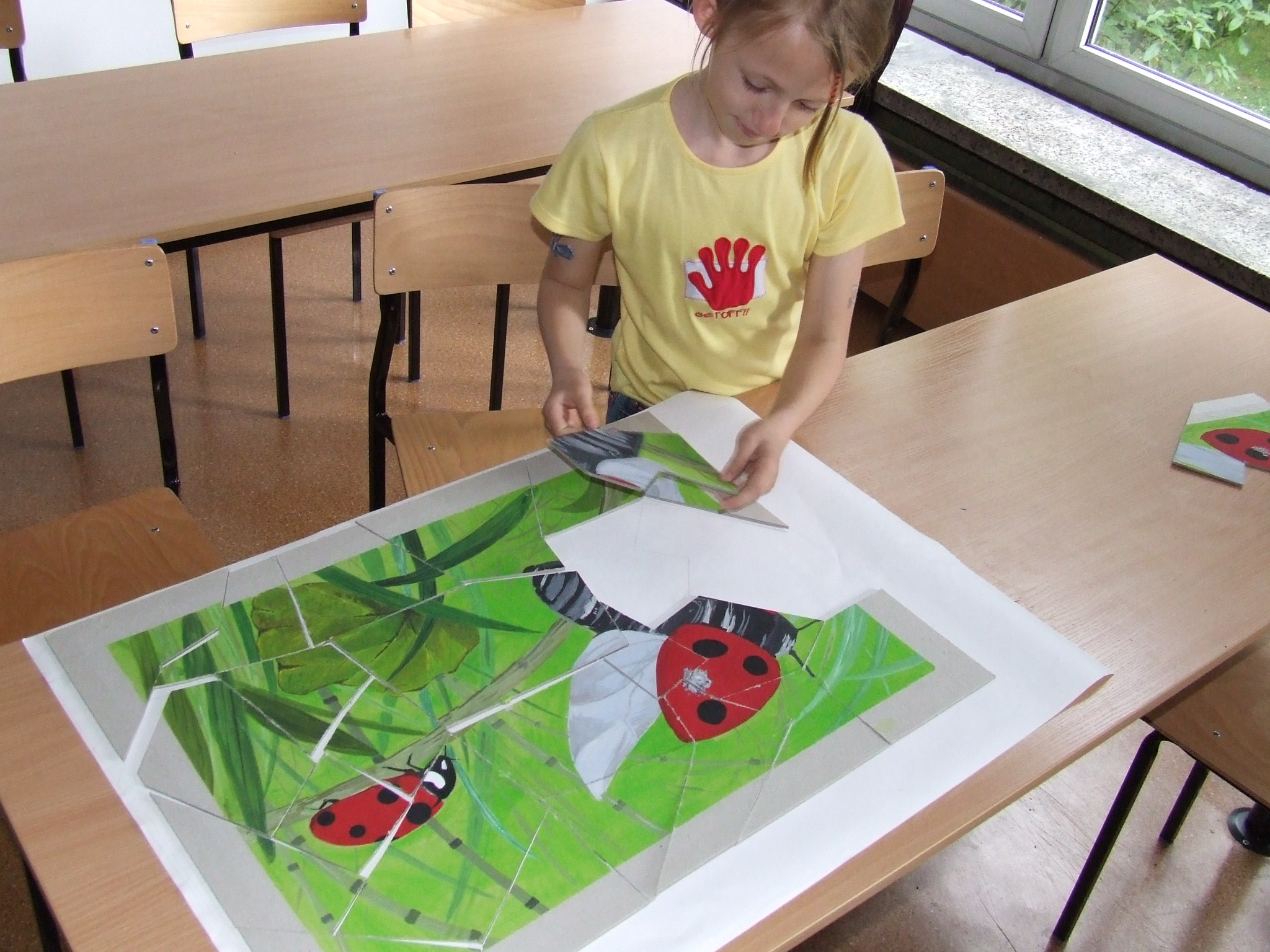